# Локальний мінімум (хімія)
Локальний мінімум (рос. локальный минимум, англ. local minimum) — в обчислювальній хімії— одна з точок на поверхні потенціальної енергії молекулярної частинки, в якій величина енергії має мінімальне значення. Математично визначається як точка, в якій всі елементи діагональної матриці Гессе є позитивними. Матриця Гессе:
{\displaystyle H(f)={\begin{bmatrix}{\frac {\partial ^{2}f}{\partial x_{1}^{2}}}&{\frac {\partial ^{2}f}{\partial x_{1}\,\partial x_{2}}}&\cdots &{\frac {\partial ^{2}f}{\partial x_{1}\,\partial x_{n}}}\\\\{\frac {\partial ^{2}f}{\partial x_{2}\,\partial x_{1}}}&{\frac {\partial ^{2}f}{\partial x_{2}^{2}}}&\cdots &{\frac {\partial ^{2}f}{\partial x_{2}\,\partial x_{n}}}\\\\\vdots &\vdots &\ddots &\vdots \\\\{\frac {\partial ^{2}f}{\partial x_{n}\,\partial x_{1}}}&{\frac {\partial ^{2}f}{\partial x_{n}\,\partial x_{2}}}&\cdots &{\frac {\partial ^{2}f}{\partial x_{n}^{2}}}\end{bmatrix}}.}
Така точка відповідає певній конформації. Уся поверхня може мати багато мінімумів, найнижчий з яких називається глобальним мінімумом, знаходження якого серед усіх інших є складною задачею, зокрема при оптимізації геометрії.